# قرار مجلس الأمن التابع للأمم المتحدة رقم 1863
قرار مجلس الأمن التابع للأمم المتحدة رقم 1863، الذي تم تبنيه بالإجماع في 16 يناير 2009، بعد التذكير بالقرارات 733 (1992)، 751 (1992)، 1356 (2001)، 1425 (2002)، 1519 (2003)، 1725 (2006)، 1744 ( 2007) و1772 (2007) و1801 (2008) و1811 (2008) و1814 (2008) و1831 (2008) و1844 (2008) بشأن الحالة في الصومال، اعتزم المجلس إنشاء قوة حفظ سلام في الصومال التي مزقتها الحرب ودعا الأمين العام بان كي مون إلى تطوير تفويض للمهمة المقترحة بحلول 15 أبريل 2009، والتي ستحل محل قوة الاتحاد الأفريقي الحالية في البلاد.

## القرار

### قوة الأمم المتحدة لحفظ السلام في الصومال
نص القرار على أن مجلس الأمن سيراجع بشكل أكبر الانتشار الفعلي لقوة حفظ السلام في الصومال في 1 يونيو 2009. في غضون ذلك، سيجمع الأمين العام تقريرًا يتضمن التطورات في الصومال، والتقدم المحرز نحو النشر الكامل لقوة الاتحاد الأفريقي الحالية البالغ قوامها 3200 جندي، والتقدم المحرز في العملية السياسية والظروف الأمنية على الأرض. ودعا المجلس الأمين العام إلى أن يدرج في تقريره تفويضا للقوة، تتمثل مهامها في المساعدة في إيصال المساعدات الإنسانية إلى المدنيين الصوماليين، وحماية المسؤولين الحكوميين والمباني وكذلك موظفي الأمم المتحدة، لمراقبة تنفيذ اتفاق جيبوتي للسلام وأي وقف لاحق لإطلاق النار وتعزيز قوات الأمن الصومالية.

### دعم بعثة الاتحاد الأفريقي في الصومال
رحب مجلس الأمن بمساهمة بعثة الاتحاد الأفريقي في تحقيق السلام والاستقرار الدائمين في الصومال، وجدد مجلس الأمن، متصرفا بموجب الفصل السابع من ميثاق الأمم المتحدة، مهمة الاتحاد الأفريقي في الصومال لمدة ستة أشهر أخرى وأذن للبعثة باتخاذ جميع التدابير اللازمة لحماية البنية التحتية الرئيسية في الصومال، فضلا عن تهيئة الظروف الأمنية المناسبة لإيصال المساعدات الإنسانية. كما طلب أن يحافظ الاتحاد الأفريقي على انتشار بعثة الاتحاد الأفريقي في الصومال وتعزيز الانتشار الأصلي البالغ 8000 جندي من أجل تعزيز قدرة البعثة على تنفيذ ولايتها وحماية المنشآت الرئيسية حول العاصمة مقديشو.
كما دعا مجلس الأمن الأمين العام إلى إنشاء صندوق استئماني لقوات الاتحاد الأفريقي في البلاد حتى وصول قوات حفظ السلام التابعة للأمم المتحدة للمساعدة في تدريب قوات الأمن الصومالية. كما طلب المجلس من الأمين العام عقد مؤتمر للمانحين في أقرب وقت ممكن لجمع التبرعات للصندوق الاستئماني، كما دعا الاتحاد الأفريقي إلى التشاور مع الأمين العام وتقديم طلبات الميزانية إلى الصندوق. استجابة لتوصية من الأمين العام، وافق المجلس على تعزيز بعثة الاتحاد الأفريقي في الصومال عن طريق نقل الأصول بعد تصفية بعثة الأمم المتحدة في إثيوبيا وإريتريا.
من أجل دمج قوات بعثة الاتحاد الأفريقي في الصومال في عملية الأمم المتحدة المقترحة لحفظ السلام، طلب مجلس الأمن من الأمين العام توفير حزمة دعم لوجستي للأمم المتحدة لبعثة الاتحاد الأفريقي في الصومال، بما في ذلك المعدات والخدمات، حتى 1 حزيران / يونيو 2009، أو إلى أن يتوصل المجلس إلى قرار بشأن تشكيل قوة تابعة للأمم المتحدة.

## استجابات

### بيانات أعضاء مجلس الأمن
| حالة         | ملاحظات |
| ------------ | --- |
| بوركينا فاسو | قال بول تيندريبيجو، ممثل بوركينا فاسو لدى الأمم المتحدة، إن المجلس يواجه منذ بعض الوقت معضلة في كيفية التصرف بفعالية في المواقف الفوضوية، لكنه يعتقد أنه يضع معلما هاما على طريق السلام. وأعرب عن أسفه لأن القرار لم يقدم التزامًا أقوى بنواياه المعلنة، لكنه لا يزال يدعم العملية لأن المجلس أخذ في الاعتبار توصيات الاتحاد الأفريقي لتعزيز بعثة الاتحاد الأفريقي في الصومال. وأعرب عن أمله في أن يتوصل المجلس بسرعة إلى قرار بإنشاء بعثة للأمم المتحدة ودعا المانحين إلى المساهمة في الصندوق الاستئماني. |
| فرنسا        | وقال جان موريس ريبير سفير فرنسا لدى الأمم المتحدة والرئيس الحالي لمجلس الأمن إن فرنسا أيدت القرار ورحبت بتبنيه بالإجماع وشكر السفير الأمريكي على مشاركته في دفعه قدما. واضاف ان "عدم القيام بعمل ما لم يكن خيارا في الصومال. لكن إنشاء عملية حفظ سلام الآن، عندما لم يكن الوضع على ما يرام، كان من شأنه أن يرسل الخوذ الزرق إلى الفشل ويخلق أملاً زائفاً بين السكان. وقد بعث نهج القرار بإشارة سياسية قوية إلى الصومال، وهي أن المجلس مستعد لتشكيل بعثة لحفظ السلام بمجرد استيفاء الشروط الضرورية ". وأشار إلى أنه بعد استقالة الرئيس الصومالي عدن محمد نور وانسحاب القوات الإثيوبية كان من الضروري أن تنفذ الأطراف الصومالية اتفاق جيبوتي وتبدأ العمل على تحسين الوضع الأمني. "القرار نص على دعم بعثة الاتحاد الأفريقي في الصومال ودعم القوة الأمنية المشتركة. ودعا إلى إنشاء صندوق استئماني وحزمة دعم لوجستي لبعثة الاتحاد الأفريقي في الصومال. كل ذلك يجب ان يتم بسرعة وبشفافية ". |

## روابط خارجية
- نص القرار في undocs.org